# Texacephale
Texacephale ("hlava z Texasu") byl rod malého ptakopánvého pachycefalosauridního dinosaura, žijícího na západním území Severní Ameriky (souvrství Aguja ve státě Texas) v období pozdní svrchní křídy (geologický stupeň kampán, asi před 77 miliony let).

## Popis
Typový druh T. langstoni byl popsán týmem amerických paleontologů na počátku roku 2010. Tento dinosaurus dosahoval délky kolem 2 metrů a mohl představovat jižně žijící varietu rodu Stegoceras.

## Webové odkazy
- Obrázky, zvuky či videa k tématu Texacephale na Wikimedia Commons

### Česká literatura
- SOCHA, Vladimír (2021). Dinosauři – rekordy a zajímavosti. Nakladatelství Kazda, Brno. ISBN 978-80-7670-033-8 (str. 93)